# Skate Canada 2015
Navigation
Édition précédente Édition suivante
Le Skate Canada (ou Internationaux Patinage Canada) est une compétition internationale de patinage artistique qui se déroule au Canada au cours de l'automne. Il accueille des patineurs amateurs de niveau senior dans quatre catégories: simple messieurs, simple dames, couple artistique et danse sur glace.
Le quarante-deuxième Skate Canada est organisé du 30 octobre au 1er novembre 2015 à l'ENMAX Centre de Lethbridge dans la province de l'Alberta. Il est la deuxième compétition du Grand Prix ISU senior de la saison 2015/2016.

## Résultats

### Messieurs
| Rang | Nom              | Pays         | Points | Programme court | Programme court | Programme libre | Programme libre |
| ---- | ---------------- | ------------ | ------ | --------------- | --------------- | --------------- | --------------- |
| 1    | Patrick Chan     | Canada       | 271.14 | 2               | 80.81           | 1               | 190.33          |
| 2    | Yuzuru Hanyu     | Japon        | 259.54 | 6               | 73.25           | 2               | 186.29          |
| 3    | Daisuke Murakami | Japon        | 252.25 | 1               | 80.88           | 3               | 171.37          |
| 4    | Adam Rippon      | États-Unis   | 239.69 | 3               | 80.36           | 5               | 159.33          |
| 5    | Nam Nguyen       | Canada       | 238.82 | 4               | 76.10           | 4               | 162.72          |
| 6    | Alexander Petrov | Russie       | 221.02 | 7               | 71.44           | 7               | 149.58          |
| 7    | Timothy Dolensky | États-Unis   | 219.06 | 11              | 62.46           | 6               | 156.60          |
| 8    | Michal Březina   | Tchéquie     | 218.58 | 5               | 75.46           | 8               | 143.12          |
| 9    | Kim Jin-seo      | Corée du Sud | 195.84 | 8               | 68.64           | 10              | 127.20          |
| 10   | Sei Kawahara     | Japon        | 195.21 | 9               | 67.36           | 9               | 127.85          |
| 11   | Keegan Messing   | Canada       | 182.25 | 10              | 67.13           | 11              | 115.12          |
| 12   | Lee June-hyoung  | Corée du Sud | 152.05 | 12              | 47.19           | 12              | 104.86          |

### Dames
| Rang | Nom                    | Pays       | Points | Programme court | Programme court | Programme libre | Programme libre |
| ---- | ---------------------- | ---------- | ------ | --------------- | --------------- | --------------- | --------------- |
| 1    | Ashley Wagner          | États-Unis | 202.52 | 1               | 70.73           | 2               | 131.79          |
| 2    | Elizaveta Tuktamysheva | Russie     | 188.99 | 7               | 55.37           | 1               | 133.62          |
| 3    | Yuka Nagai             | Japon      | 172.92 | 2               | 63.35           | 7               | 109.57          |
| 4    | Kanako Murakami        | Japon      | 171.59 | 3               | 59.79           | 6               | 111.80          |
| 5    | Gabrielle Daleman      | Canada     | 170.33 | 8               | 54.13           | 3               | 116.20          |
| 6    | Polina Edmunds         | États-Unis | 168.69 | 5               | 56.85           | 5               | 111.84          |
| 7    | Elizabet Tursynbaeva   | Kazakhstan | 165.16 | 12              | 49.84           | 4               | 115.32          |
| 8    | Alena Leonova          | Russie     | 160.37 | 10              | 52.08           | 8               | 108.29          |
| 9    | Joshi Helgesson        | Suède      | 155.70 | 6               | 56.26           | 10              | 99.44           |
| 10   | Véronik Mallet         | Canada     | 151.85 | 9               | 52.17           | 9               | 99.68           |
| 11   | Kaetlyn Osmond         | Canada     | 146.06 | 4               | 59.21           | 12              | 86.85           |
| 12   | Isabelle Olsson        | Suède      | 141.58 | 11              | 50.23           | 11              | 91.35           |

### Couples
| Rang    | Nom                                     | Pays       | Points | Programme court | Programme court | Programme libre | Programme libre |
| ------- | --------------------------------------- | ---------- | ------ | --------------- | --------------- | --------------- | --------------- |
| 1       | Meagan Duhamel / Eric Radford           | Canada     | 216.16 | 1               | 72.46           | 1               | 143.70          |
| 2       | Evgenia Tarasova / Vladimir Morozov     | Russie     | 191.19 | 2               | 64.00           | 2               | 127.19          |
| 3       | Kirsten Moore-Towers / Michael Marinaro | Canada     | 174.85 | 3               | 63.17           | 3               | 111.68          |
| 4       | Marissa Castelli / Mervin Tran          | États-Unis | 173.40 | 4               | 61.85           | 4               | 111.55          |
| 5       | Vera Bazarova / Andrei Deputat          | Russie     | 156.15 | 5               | 57.02           | 6               | 99.13           |
| 6       | Miriam Ziegler / Severin Kiefer         | Autriche   | 153.29 | 7               | 49.95           | 5               | 103.34          |
| 7       | Vanessa Grenier / Maxime Deschamps      | Canada     | 144.15 | 8               | 45.45           | 7               | 98.70           |
| Abandon | Valentina Marchei / Ondřej Hotárek      | Italie     |        | 6               | 54.00           |                 |                 |

### Danse sur glace
| Rang | Nom                                           | Pays       | Points | Danse courte | Danse courte | Danse libre | Danse libre |
| ---- | --------------------------------------------- | ---------- | ------ | ------------ | ------------ | ----------- | ----------- |
| 1    | Kaitlyn Weaver / Andrew Poje                  | Canada     | 173.79 | 1            | 68.00        | 1           | 105.79      |
| 2    | Maia Shibutani / Alex Shibutani               | États-Unis | 168.36 | 2            | 66.00        | 2           | 102.36      |
| 3    | Ekaterina Bobrova / Dmitri Soloviev           | Russie     | 161.11 | 3            | 64.38        | 3           | 96.73       |
| 4    | Charlène Guignard / Marco Fabbri              | Italie     | 154.74 | 4            | 61.29        | 4           | 93.45       |
| 5    | Ksenia Monko / Kirill Khaliavin               | Russie     | 147.57 | 6            | 57.44        | 5           | 90.13       |
| 6    | Alexandra Paul / Mitchell Islam               | Canada     | 143.92 | 5            | 57.55        | 6           | 86.37       |
| 7    | Laurence Fournier Beaudry / Nikolaj Sørensen  | Danemark   | 134.94 | 7            | 53.65        | 8           | 81.29       |
| 8    | Élisabeth Paradis / François-Xavier Ouellette | Canada     | 131.05 | 8            | 47.77        | 7           | 83.28       |

## Source
- Résultats du Skate Canada 2015 sur le site de l'ISU